# 遠井吾郎
遠井 吾郎（とおい ごろう、1939年12月4日 - 2005年6月27日）は、山口県熊毛郡平生町出身の元プロ野球選手（内野手、外野手）・コーチ、解説者。

## 経歴

### プロ入り前
柳井高校時代は主に一塁手を務めていたが、時折投手も務めていた。3年次の1957年に春の選抜へ出場し、2年生エースの友歳克彦（法大－日本石油）を擁して準々決勝に進むが、早稲田実業に敗れる。この時、遠井は投手として登板した王貞治に3三振を喫し、リリーフとして登板した時には王から適時打を浴びる。春の大会中から巨人・阪急・西鉄などからマークされていたが、兄・敏夫の勧めと森茂雄監督の勧誘で早大進学がほぼ決まっていた。同年夏は西中国大会準決勝で広陵高に敗退し、甲子園には届かなかった。

### 現役時代
在学中に八幡製鐵への就職も内定していたが、9月初めに河西俊雄スカウトから「ウチ（阪神）を愛しているなら来てくれ」と口説かれるなど熱心な誘いを受け、卒業後の1958年に大阪タイガースへ入団。当時の新聞記事では超高校級の打力と評価され、「ポスト藤村」として期待された。1年目の同年に一軍で9試合出場を果たし、2年目の1959年には6月25日の巨人との天覧試合（後楽園）で代打として出場。10月14日の大洋戦（川崎）で秋山登からプロ入り135打席目での初ソロ本塁打を放つが、この時の試合は、遠井の本塁打などで挙げた得点を村山実が守りきり3-0と村山が3試合連続完封勝利を飾っている。
3年目の1960年には4番・一塁手の藤本勝巳が右翼手に回り、開幕から5番打者として起用される。シーズン後半には失速するが52試合に先発出場、4番打者も3試合で務めた。その後も怪我の多い藤本と併用される形で出場し、1962年のリーグ初優勝に貢献。東映との日本シリーズでは6試合に出場するが、7打数無安打に終わる。1963年には藤本の打撃低迷もあって8月から4番打者に定着、規定打席には届かなかったが打率.284、11本塁打の好成績を残す。
1964年には4番に座ることも多く、規定打席には到達していないが、打率.282をマーク。2年ぶり2度目のリーグ優勝に貢献したが、優勝が決まった9月30日の中日戦（甲子園）ではグラウンドに飛び降りて大騒ぎした観客が藤本定義監督だけではなく、近くにいる選手達を次々と胴上げし、この際に帽子を盗まれた選手も沢山いた。遠井も何回も宙に舞ったが、その時に落とした眼鏡が踏まれて割れてしまう。山内一弘に貰ったという金縁の眼鏡であり、遠井は「帽子ならまだいい。ワシはメガネがない。商売あがったりや」とぼやいた。同年は東京五輪の関係でペナントレースは超過密日程となっており、阪神は雨で日程が狂いまくっていた。南海との日本シリーズ開幕は優勝の翌日であり、慌てて代わりの眼鏡を買いに行ったが、結局、度がしっかり合うものが用意できなかった。左の遠井はジョー・スタンカ攻略のキーマンでもあったが、日本シリーズ本番では全7戦で4番打者を任されるも、24打数5安打2打点で打率.208と今ひとつ振るわず、期待通りの活躍はできなかった。
1966年には長嶋茂雄と首位打者争いを繰り広げるが、7月末に肉離れを起こしてタイトル争いから脱落し、シーズン終了時にはリーグ2位の打率.326を記録。
1967年にはリーグ2位の151安打を放つ。
その後も中心打者として起用され、バットコントロールの技術を高く評価された 。バットの動きは柔らかく、ファウルライン際に沿って飛ぶ打球の美しさが印象に残ったが、左投げの投手との相性は悪く、特にサイドスローの投手を不得意にしていた。
守備と走力の評価は低く、一塁側に平凡なフライが上がっただけで観客席からざわめきが起こり、遠井が捕球に成功した時には拍手が起こるほどであった。1960年代前半の阪神内野陣はセカンド鎌田実、ショート吉田義男、サード三宅秀史という鉄壁の布陣であったが、ファースト遠井の守備範囲は広くなかった。ベースカバーが遅い遠井をカバーするため、吉田は捕球後に一塁に直接送球せずにいったん二塁の鎌田に送球し、鎌田が一塁に入った遠井に送球して打者をアウトにしたエピソードが残る。遠井はベースカバーのスピードを上げるために一塁近くで守りに就くようになり、遠井の守備範囲はより狭くなったが、ファーストの守備範囲の打球はセカンドの鎌田がフォローしていた。
1968年4月29日の大洋戦（甲子園）で、カウント2ストライク2ボールからのボール球で一塁に歩き出したところ、審判からフォアボールを宣告されたが、試合は続行された。誰も気が付かなかったためにフォアボールが認められ、日本プロ野球史上2人目の「2ストライク3ボール」で四球を宣告された選手となった。
「カメの足」と酷評されたように鈍足で知られた選手でもあったが、遠井が無理な進塁を試みてアウトになっても観客からは温かく迎えられた。
1970年のオールスターでは7月21日の第3戦（広島市民）で清俊彦からランニング本塁打を放ち、全セの勝利に貢献してMVPを受賞している。ライト線の当たりで、ジョージ・アルトマンが転倒したところを突いてであったが、両肘を締めて体を揺すりながらの走塁をし、白仁天がようやく打球に追いついて内野へ返球した時にはすでに三塁を回り、ホームへ向かう。転がり込むように生還すると、先にホームを踏んでいた二塁走者の森昌彦、一塁走者の安藤統夫が「速いな、ゴローちゃん!」とその巨体に飛びつき手荒く歓迎。ホームイン後には真顔で「三塁を回ったら足がもつれて、頭がクラクラした。もう勘弁してよ。死ぬかと思ったよ。あ～、しんどい」と言った 。3日前の同18日に行われた第1戦（神宮）では試合前、全セの川上哲治監督から「おい、遠井君、ベンチから見ていると、足がちょっと速くなったような気がするのだが」と言われ、遠井が「まあ、監督より僕の足が速いのは確かですわ。なんなら駆けっこしてもよろしいですよ」と返し、セのベンチが大爆笑となっていた後に飛び出した。川上は抱腹絶倒し、出迎えた選手も涙が出るほど笑い転げた。1960年の第2戦で半田春夫が記録して以来、オールスター2本目のランニング本塁打となった。遠井は「ランニングホームランは生まれて初めて。そんなに走らせるなっていうの。（三塁コーチャーの大洋）別当薫監督が腕をグルグル回しているから、死ぬ思いで走ったよ」と語り、ベンチで汗を拭いながらホッとしていたのも束の間、全セが5回の守備につく際に川上から「おーい、ゴローちゃん、ライト守ってくれや」と声がかかる。持ってきたグラブはファーストミットのみで、そのまま守備に就こうかとも思ったが、登板予定のない小野正一の左のグラブを借りて守った。ランニング本塁打は頭がクラクラしたが、右翼の守備は心臓がドキドキし、遠井は「右翼を守ったことは若いときに数えるほど。一塁フライでさえ危ないのに、外野フライなんて…川上さんも人が悪いよ」と語ったが、打球は一度も飛んでこなかった。6回一死二、三塁で再度遠井が打席に入ると、佐藤道郎のカーブかスライダーを右翼前にはじき返し、2走者が相次いで生還するなど、ランニング本塁打に逆転適時打の計5打点と大暴れした。8月26日の広島戦（甲子園）では0-1のビハインドで迎えた3回裏一死満塁で外木場義郎から初球を右翼へ満塁本塁打を放っている。試合はさらにこの回野田征稔の3ラン本塁打も飛び出し、打者10人で一挙7点を挙げ勝負を決めている。先発鈴木皖武も好投し、8-1で広島を下している。
1971年は打率.224と不振に苦しんだが、1972年に甲子園で行われた合同自主トレのランニングは相変わらずマイペースで、最後を走っていた。記者達が「遠井がトップを走っている姿を一度も見たことがない。あの体ではどだい無理な話だけど」と囁けば、金田正泰ヘッドコーチも「あの男はハッスルしているのかどうかさっぱり分からん」と首を傾げていた。遠井本人は悠然とした様子で、「俺が総力で走ったら、体力があるからものすごいスピードになる。本気で走ってみろ、前の連中に体当たりするかもしれないから、危険防止のため、ゆっくり走っているんだから」と言ってのけた。
1974年までレギュラーの座を守るが、1975年には移籍入団のアルトマンに定位置を譲る。同年7月30日の中日戦（岡山）では1回表にジーン・マーチンの2ラン本塁打で先制され、先発星野仙一に7回まで4安打に抑えられていた阪神であったが、8回裏池辺巌の代打で登場の遠井が右翼へのソロ本塁打を放つ。それから二死一塁で星野、竹田和史と投手を代えてきた中日が田淵幸一を迎えたところで鈴木孝政へとスイッチしたが、ここで田淵が左中間へと運ぶ逆転の2ラン本塁打を放つ。9回表にピンチを迎えたが山本和行、谷村智啓のリレーで3-2と逃げ切り、中日から首位を奪うと共に阪神球団通算2500勝目を飾った。
晩年は代打としても活躍し、代打通算96打点は桧山進次郎・八木裕に次ぐ球団3位、プロ野球歴代でも6位の好記録である。1976年からは一軍打撃コーチ補佐を兼任し、4月25日の大洋戦（甲子園）では7回表に山下大輔のソロ本塁打で先制され、先発高橋重行に完封目前のところでの二死二塁から代打桑野議が適時打を放ち延長戦へ突入。そして10回裏無死で三塁打の掛布雅之を置き山本和の代打遠井が、ここで高橋から代わった小谷正勝から右翼へのサヨナラ2ラン本塁打を放ち、チームは当時の球団タイ記録となる11連勝を飾っている。1977年に球団史上3,000本目の記念本塁打を代打で放ち、同年限りで現役を引退。阪神一筋で実働は20年に及び、これは2012年に桧山が21年に更新するまで長らく球団最長記録であった。

### 引退後
引退後の1978年には阪神一軍打撃コーチに就任し、新任の後藤次男監督と師弟コンビを組んだが、球団初の最下位に転落。在任中は不調の掛布雅之が「調子を取り戻すまで続ける」と誓った個人での早出練習に付き合い、全体練習の約2時間前に球場に入り、必死にバットを振る掛布を黙ってマシンにボールを入れてじっと見守った。掛布は早出練習で遠井から一度も技術的な指導を受けなかったことが腑に落ちず、「なんで何も言ってくれなかったんですか」と尋ねると、遠井は「お前に何を言う必要があるんだ。俺は3割を打ったことないんだぞ。できることは、しっかり見ることだけや」と返した。その言葉が深く心に染みた掛布は後に遠井が3割を打っていたことを知り、マスコミやファンの批判に耐えながら、復調の時をじっと待ってくれたことに、現在でも「自分で考えることの大切さを教わった」と感謝する。不調から抜け出した掛布は打率.318で、102打点と32本塁打は自己最多を更新した。
同年オフに退団後は曽根崎新地でスナック「ゴロー」を経営し、後に故郷・山口に帰郷して柳井市魚町に移転。退団後の一時期、日本短波放送「たんぱストレートナイター」解説者を務めたほか、しばしば草野球にも参加していた。
2005年6月27日、肺癌のため、東京都内の病院で死去。65歳没。

## 人物
- プロ野球選手らしからぬ飄々とした風貌が印象的な人物であり、その穏やかな人柄もあって「仏のゴローちゃん」という愛称が付けられたが[26]、本人は「仏ではプロ野球選手は務まらない」と、その愛称を快くは思っていなかった[18]。友人には「自分では鬼のゴローだと思っている。」と言っていた[27]。
- 当時随一の酒豪選手としても知られ、朝まで飲み続けた後、バスが出発したこと[28]もあったほか、飲み屋から直接球場に通ったこともあった[17]。ユニホームを忘れ、他人のユニホームで試合に出たこともあった[28]。北新地でボトルからウイスキーをグラスに継ぎ、氷も入れずそのままあおる姿が良く見られたが、物静かで上品なお酒であった。大相撲春場所の季節には、酒豪で知られた錦洋と飲み比べをしたという話も残っている[29]。
- 大のビール党で、後輩の田淵と川藤幸三もよく連れられた。特に田淵と遠井は親交があり、互いのバッティング技術を高く評価していた[30]。川藤ら当時の若手選手からも慕われており、川藤は後に「野球も人生もワシの師匠や」と述べた[12]。田淵、川藤の二人曰く「飲んだら次の日は打てよ」が遠井の口癖であり、「明日打つのか?」と問われ「打ちます」と答えると「じゃあ、行こう」となる一方、「打てるかどうか分かりません」と答えると「帰れ」であった[28]。田淵は「明日また誘ってもらえるようにと励みになった」、川藤は「明日への酒だった」と言うが、飲んだ翌日には球場で黙々とランニングし、汗をかき、酒を抜いている姿があった[28]。ボクサーが着るようなカッパを着込んで走り、朝まで飲んだら、夏のどんなに暑い日でも、外野のフェンス沿いを黙々と走っていた[31]。
- 飲む時は「あと5分」が1時間に、「もう1軒」が続いて朝になるなど門限は関係が無くなり、遠井は店の窓から朝日が差し込んでくる時間になっても、表情を変えず淡々と飲み続けていた。川藤も流石に眠たくなって、遠井に「もうそろそろ帰りましょう」と言うと、「分かった。あと5分だけ付き合え」と言ったきり、全然帰る気配がなかった。結局その後も1時間は飲み、「カワ、あと1軒だけ行こう」と言われたときも、1軒で終わることは当然なく、何軒も飲み屋をハシゴすることが、しょっちゅうあった。電車で通勤のサラリーマンに交じってホテルに帰る時、川藤は「一軍の選手は毎日こんな飲み方しているのか。これはえらい世界に入ってしもうたな」と思った[31]。
- 村山が選手兼任監督2年目の1971年、岡山でのオープン戦前夜となる3月16日に田淵・遠井・山尾孝雄・藤田平の4人で食事し羽目を外した[28]。門限の夜10時はとっくに過ぎ、真夜中に旅館に帰ると、4人分の荷物が玄関に置いてあった[28]。マネジャーに指示された監督の部屋に出向くと、村山は「おまえら、帰れ!」と相当な剣幕であった[28]。田淵らは平謝りであったが、遠井は「はい、はい」と荷物を持って本当に帰ってしまい[31]、夜行列車に乗った[28]。なかなか戻ってこないためマネジャーが探しに行ったところ、駅前の飲み屋か深夜喫茶にいた[31]。マスコミには「歯の治療で帰った」「虫歯が悪化して歯医者に行っている」[31]と球団がごまかしたが、翌17日のオープン戦には5番で出場して3安打放った[28]。最後は村山の方が「帰れと言うた、ワシが悪かった」と頭を下げて収まった[31]。
- 遠征では遠井が宿舎で食事することはまずなく、たまたまホテルで食べていたら監督やら社長やらが「おい、ゴローちゃん、どうしたんや。体の調子でも悪いんか」と気遣われていた[31]。
- 二日酔いで気持ち悪そうな顔をしていた遠井が、ある試合で二塁打を打った時に事件は起こった。普通の選手なら余裕でセーフだが、鈍足の遠井はギリギリのタイミングになって二塁にヘッドスライディングした。その時に嘔吐してしまい、慌てて砂をかけて隠した。相手の二塁手も審判も笑いを堪えるのに必死であった[31]。
- 後年入団した田淵・江夏豊と合わせて、「阪神相撲部屋」「相撲部屋トリオ」とも呼ばれ[13][18]、江夏に言わせると、前日の飲み過ぎのためか翌日になっても顔が赤いまま試合に出場していた日があった。そこで、目を覚ましてもらいたい気持ちを込めて、一塁への牽制にカーブを投げた事があった。慌てて捕球した遠井であったが、後輩のとんでもない牽制に怒る事無く、「ゆたか～、こんなボール投げないでくれよぉ～」と返答したという[32]。
- 巨漢で腹も出ていたが、引退後も男前でダンディーであったため、女性によくもてた。店には2人目の妻が一緒に出ていたが、独身時代も2回の結婚後も、女性遍歴は凄まじかった[27]。
- 遠井は美食家でもあり、田淵は色んな店を教えてもらった。プロになって初めて牛タンを食べさせてもらった時は、こんなおいしい物があるのかと感動し、その大阪のお店には現在も通っている[31]。
- 超が付くほどのヘビースモーカーでもあり、友人の医者にも「先生、タバコを減らす何かいい方法はないものかねえ。」と言っていたが、実際には死ぬまで減らす気も止める気もなかった[27]。北新地の店を閉める直前には肺気腫が進行して苦しそうにしていたが、やがて気胸を発症して、大阪厚生年金病院に緊急入院した。呼吸困難が一段落すると、直ちに喫煙を再開していて、大阪大学の呼吸器外科医も呆れるほどであった[27]。柳井に帰ってスナックを開いたが、店にはあまり顔を出さず、夜の9時過ぎには帰宅していた[27]。肺癌を発症すると、いよいよ重症化して、最後は東京の病院に運ばれた。これを仕切ったのがものまねタレントの松村邦洋であり、亡くなった際も遠井の最期を看取った[27]。

## 詳細情報

### 年度別打撃成績
| 年 度      | 球 団      | 試 合 | 打 席 | 打 数 | 得 点 | 安 打 | 二 塁 打 | 三 塁 打 | 本 塁 打 | 塁 打 | 打 点 | 盗 塁 | 盗 塁 死 | 犠 打 | 犠 飛 | 四 球 | 敬 遠 | 死 球 | 三 振 | 併 殺 打 | 打 率 | 出 塁 率 | 長 打 率 | O P S |
| ---------- | ---------- | ----- | ----- | ----- | ----- | ----- | -------- | -------- | -------- | ----- | ----- | ----- | -------- | ----- | ----- | ----- | ----- | ----- | ----- | -------- | ----- | -------- | -------- | ----- |
| 1958       | 大阪 阪神  | 9     | 10    | 10    | 2     | 4     | 2        | 0        | 0        | 6     | 0     | 0     | 0        | 0     | 0     | 0     | 0     | 0     | 2     | 0        | .400  | .400     | .600     | 1.000 |
| 1959       | 大阪 阪神  | 75    | 129   | 125   | 8     | 31    | 5        | 3        | 1        | 45    | 17    | 0     | 0        | 0     | 0     | 4     | 0     | 0     | 21    | 3        | .248  | .271     | .360     | .631  |
| 1960       | 大阪 阪神  | 91    | 226   | 202   | 19    | 55    | 10       | 6        | 4        | 89    | 23    | 0     | 1        | 0     | 0     | 23    | 2     | 1     | 39    | 5        | .272  | .350     | .441     | .790  |
| 1961       | 大阪 阪神  | 83    | 155   | 139   | 7     | 33    | 5        | 1        | 2        | 46    | 17    | 1     | 3        | 0     | 1     | 12    | 0     | 3     | 25    | 2        | .237  | .310     | .331     | .641  |
| 1962       | 大阪 阪神  | 73    | 119   | 110   | 5     | 29    | 5        | 1        | 1        | 39    | 20    | 1     | 0        | 0     | 0     | 9     | 3     | 0     | 13    | 8        | .264  | .319     | .355     | .674  |
| 1963       | 大阪 阪神  | 118   | 380   | 331   | 36    | 94    | 17       | 1        | 11       | 146   | 56    | 3     | 2        | 0     | 2     | 46    | 2     | 1     | 49    | 8        | .284  | .371     | .441     | .812  |
| 1964       | 大阪 阪神  | 117   | 404   | 372   | 45    | 105   | 17       | 0        | 12       | 158   | 41    | 0     | 1        | 4     | 0     | 27    | 2     | 1     | 65    | 10       | .282  | .333     | .425     | .757  |
| 1965       | 大阪 阪神  | 122   | 385   | 355   | 32    | 91    | 21       | 5        | 16       | 170   | 52    | 3     | 3        | 1     | 2     | 27    | 4     | 0     | 53    | 6        | .256  | .307     | .479     | .786  |
| 1966       | 大阪 阪神  | 123   | 486   | 432   | 50    | 141   | 27       | 2        | 11       | 205   | 55    | 3     | 4        | 3     | 3     | 48    | 9     | 0     | 40    | 6        | .326  | .391     | .475     | .866  |
| 1967       | 大阪 阪神  | 135   | 545   | 489   | 54    | 151   | 28       | 3        | 10       | 215   | 58    | 2     | 4        | 2     | 6     | 45    | 7     | 3     | 70    | 10       | .309  | .366     | .440     | .806  |
| 1968       | 大阪 阪神  | 133   | 549   | 507   | 47    | 133   | 26       | 2        | 13       | 202   | 68    | 1     | 2        | 2     | 4     | 34    | 2     | 2     | 86    | 11       | .262  | .309     | .398     | .707  |
| 1969       | 大阪 阪神  | 88    | 272   | 247   | 20    | 52    | 10       | 1        | 5        | 79    | 31    | 1     | 0        | 2     | 3     | 19    | 1     | 1     | 40    | 8        | .211  | .267     | .320     | .587  |
| 1970       | 大阪 阪神  | 123   | 467   | 416   | 31    | 118   | 18       | 2        | 10       | 170   | 55    | 4     | 2        | 7     | 3     | 38    | 3     | 3     | 62    | 6        | .284  | .346     | .409     | .754  |
| 1971       | 大阪 阪神  | 112   | 384   | 344   | 19    | 77    | 14       | 0        | 6        | 109   | 29    | 1     | 1        | 6     | 0     | 34    | 4     | 0     | 46    | 6        | .224  | .294     | .317     | .611  |
| 1972       | 大阪 阪神  | 102   | 287   | 263   | 25    | 69    | 15       | 2        | 8        | 112   | 34    | 1     | 2        | 3     | 1     | 20    | 2     | 0     | 43    | 9        | .262  | .313     | .426     | .739  |
| 1973       | 大阪 阪神  | 113   | 387   | 351   | 29    | 104   | 18       | 0        | 5        | 137   | 42    | 0     | 4        | 2     | 3     | 29    | 2     | 2     | 53    | 8        | .296  | .351     | .390     | .741  |
| 1974       | 大阪 阪神  | 119   | 397   | 365   | 35    | 95    | 12       | 0        | 14       | 149   | 53    | 1     | 2        | 2     | 0     | 30    | 2     | 0     | 68    | 9        | .260  | .316     | .408     | .725  |
| 1975       | 大阪 阪神  | 80    | 149   | 129   | 5     | 32    | 2        | 0        | 3        | 43    | 17    | 0     | 1        | 1     | 2     | 17    | 1     | 0     | 38    | 2        | .248  | .331     | .333     | .664  |
| 1976       | 大阪 阪神  | 42    | 50    | 43    | 4     | 9     | 0        | 0        | 3        | 18    | 12    | 0     | 0        | 0     | 2     | 5     | 1     | 0     | 10    | 1        | .209  | .280     | .419     | .699  |
| 1977       | 大阪 阪神  | 61    | 56    | 51    | 2     | 13    | 1        | 0        | 2        | 20    | 8     | 0     | 0        | 0     | 1     | 4     | 1     | 0     | 9     | 3        | .255  | .304     | .392     | .696  |
| 通算：20年 | 通算：20年 | 1919  | 5837  | 5281  | 475   | 1436  | 253      | 29       | 137      | 2158  | 688   | 22    | 32       | 35    | 33    | 471   | 48    | 17    | 832   | 121      | .272  | .332     | .409     | .740  |

- 各年度の太字はリーグ最高
- 大阪（大阪タイガース）は、1961年に阪神（阪神タイガース）に球団名を変更

### 表彰
- オールスターゲームMVP：1回 （1970年 第3戦）

### 記録
初記録
- 初出場：1958年9月17日、対中日ドラゴンズ22回戦（阪神甲子園球場）、3回裏に中村和臣の代打で出場
- 初先発出場：1958年9月18日、対中日ドラゴンズ23回戦（阪神甲子園球場）、7番・一塁手で先発出場
- 初安打：1958年9月23日、対大洋ホエールズ21回戦（川崎球場）、9回表に鎌田実の代打で出場、秋山登から二塁打
- 初打点：1959年4月23日、対広島カープ4回戦（広島市民球場）、9回表に山本哲也の代打で出場、長谷川良平から左前適時打
- 初本塁打：1959年10月14日、対大洋ホエールズ26回戦（川崎球場）、2回表に秋山登から先制決勝ソロ

節目の記録
- 1000試合出場：1968年6月19日、対サンケイアトムズ11回戦（明治神宮野球場）、4番・一塁手で先発出場　※史上130人目
- 1000安打：1970年8月6日、対ヤクルトアトムズ16回戦（明治神宮野球場）、4回表に松岡弘から中越ソロ　※史上74人目
- 100本塁打：1971年7月2日、対中日ドラゴンズ11回戦（阪神甲子園球場）、9回裏に水谷寿伸からソロ　※史上62人目
- 1500試合出場：1972年9月27日、対中日ドラゴンズ24回戦（中日スタヂアム）、5番・一塁手で先発出場　※史上92人目

その他の記録
- オールスターゲーム出場：3回 （1966年、1967年、1970年）

### 背番号
- 8 （1958年 - 1961年）
- 24 （1962年 - 1977年）
- 72 （1978年）